# Alexander Klar
Alexander Klar  (* 1968 in Waiblingen) ist ein deutscher Kunsthistoriker und Museumsleiter. Seit 2010 war er Direktor des Museums Wiesbaden und übernahm am 1. August 2019 die Leitung der Hamburger Kunsthalle.

## Leben und Wirken
Alexander Klar wurde in Waiblingen geboren und wuchs in Athen auf. Eine Abitur-Reise mit seinem Lateinlehrer gab den entscheidenden Impuls für die Aufnahme eines Studiums der Kunstgeschichte. Nach der Schulausbildung studierte er Kunstgeschichte, Geschichte und christliche Archäologie in Erlangen und wurde dort im Jahr 2000 an der Friedrich-Alexander-Universität promoviert. Seine Dissertation verfasste er über den Architekten Friedrich Bürklein. Nach Stationen am Solomon R. Guggenheim Museum in New York (1997), an der Peggy Guggenheim Collection in Venedig (2000) und an der Kunsthalle in Emden (2002 bis 2004) war er ab 2004 Ausstellungskurator am Victoria and Albert Museum in London. 2008 war Klar Gründungsdirektor des Emil Schumacher Museums in Hagen und übernahm 2010 die Leitung des Museums Wiesbaden von Volker Rattemeyer. Im August 2019 wurde er Nachfolger von Christoph Martin Vogtherr als Leiter der Hamburger Kunsthalle.
Seit 2022 gehört er zum Beirat des Hamburg Institute for Advanced Study (HIAS). und seit 2020 zur Jury der Maecenas-Ehrung durch den Arbeitskreis selbständiger Kultur-Institute e.V. – AsKI.

## Veröffentlichungen (Auswahl)
- Im Dienste des Bayerischen Königs. Leben und Werk des Baumeisters Friedrich Bürklein (1813–1872) (= Concetto 3). Scaneg-Verlag, München 2002, ISBN 3-89235-803-6 (Zugleich: Dissertation,  Universität Erlangen 1999).
- Surreal People. Victoria & Albert Museum, London 2007, ISBN 978-1-85177-503-3.
- (Hrsg.): Die Kunstsammlungen: The Art Collections. Museum Wiesbaden, Übersetzungen Staci von Boeckmann. Hirmer, München 2015, ISBN 978-3-7774-2464-4.

- Seit Mai 2020 wöchentliche Podcasts mit Lars Haider über bekannte Gemälde der Hamburger Kunsthalle (begonnen mit Der Wanderer über dem Nebelmeer).[4]